# Silverstoneia
Silverstoneia  (лат.) — род бесхвостых земноводных из семейства древолазов, обитающих в Новом Свете. Назван в честь Филиппа А. Сильверстоуна, эксперта по древолазам.

## Описание
Это небольшие лягушки, размером около 20 мм. Спина коричневая, с зернистой текстурой кожи. Кожные токсины отсутствуют. Активны днём, питаются мелкими насекомыми. Размножаются в небольших реках и ручьях, из которых уходят после брачного сезона.
Обитают в лиственном слое тропических лесов ниже 1600 метров над уровнем моря.

## Распространение
Ареал распространяется от юга Центральной и севера Южной Америки между юго-западом Коста-Рики и юго-западом Колумбии. В Южной Америке к востоку от Анд представители рода не встречаются.

## Классификация
На февраль 2023 года в род включают 8 видов:
- Silverstoneia dalyi Grant & Myers, 2013
- Silverstoneia erasmios (Rivero & Serna, 2000)
- Silverstoneia flotator (Dunn, 1931)
- Silverstoneia gutturalis Grant & Myers, 2013
- Silverstoneia minima Grant & Myers, 2013
- Silverstoneia minutissima Grant & Myers, 2013
- Silverstoneia nubicola (Dunn, 1924) — Стройный древолаз
- Silverstoneia punctiventris Grant & Myers, 2013